# Leptocerus tineiformis
Leptocerus tineiformis är en nattsländeart som beskrevs av Curtis 1834. Leptocerus tineiformis ingår i släktet Leptocerus och familjen långhornssländor. Arten är reproducerande i Sverige. Inga underarter finns listade i Catalogue of Life.

## Bildgalleri

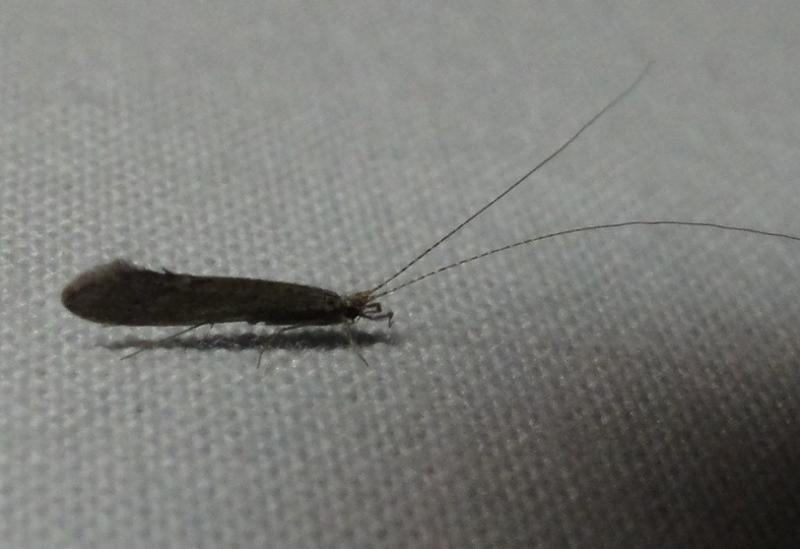